# Göran Alm
Sven Göran Alm, född 10 september 1945 i Gävle Heliga Trefaldighets församling, Gävleborgs län, död 23 januari 2020 i Stockholms Oscars distrikt, Stockholms län, var en svensk konstvetare. 

## Biografi
Alm disputerade 1974 i konstvetenskap vid Stockholms universitet på en avhandling om metodistisk kyrkoarkitektur i Sverige. Han anställdes 1975 vid Hovstaterna, först som intendent och förste intendent vid Husgerådskammaren och senare under en period även som pressansvarig vid Hovmarskalksämbetet. År 2000 blev han chef för Bernadottebiblioteket.
Alm invaldes 1 juni 2010 som svensk korresponderande ledamot av Kungliga Vitterhetsakademien. Han är begravd på Lovö kyrkogård.